# Hidromania
Hidromania é uma mania em que o doente mostra tendência de cometer suicídio pelo afogamento.